# Willem Lodewijk Overduyn
Willem Lodewijk Overduyn (Vlissingen, 15 augustus 1816 - Delft, 20 februari 1868) was een Nederlands wis- en natuurkundige, en leraar en later hoogleraar in de wis- en natuurkunde aan de Koninklijke Akademie te Delft.
Overduyn was een de drie eerste docenten aan de Koninklijke Akademie in Delft, aangesteld in 1842, Hij heeft daar het natuurkunde onderwijs opgezet, en dit tot het einde van de Koninklijke Akademie in 1864 verzorgd.
Overduyn was daarnaast raadadviseur bij het Departement van Binnenlandse Zaken, waar hij als adviseur voor scheikunde en werktuigkunde veelal ingediende octrooien beoordeelde. Een van zijn onderzoeken aldaar leidde tot de eerste nationale wetgeving in Nederland over oppervlaktewatervervuiling.

## Levensloop

### Jeugd en opleiding
Overduyn was de zoon van Johannes Bernardus Overduyn en Johanna van den Hilst. Hij bracht zijn vroege jeugd door in Vlissingen, maar na het overlijden van zijn ouders werd hij op zesjarige leeftijd, in 1822, opgenomen in het burgerweeshuis te 's Gravenhage. Hij wist zich er te onderscheiden en werd in 1829 in het Burgerweeshuis en Fundatie van Renswoude opgenomen. Van daaruit bezocht hij de Latijnse school in Den Haag, het latere Gymnasium Haganum. Bij de schoolafsluit in 1834 werd hij onderscheiden met een getuigschrift voor de wiskunde.
In 1835 vertrok hij naar de Universiteit Utrecht, waar hij wiskunde en natuurwetenschappen studeerde. Op 22 juni 1842 promoveerde hij met een dissertatie: Specimen Chemico-Physicum inaugurale de frigore artificiali. Dit proefschrift was gebaseerd op Overduyn's eerder antwoord op een prijsvraag, uitgeschreven door de Universiteit te Utrecht en in 1840 met een gouden medaille bekroond.

### Raadadviseur en hoogleraar

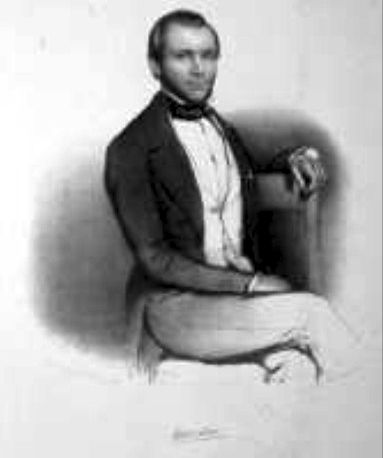
W.L. Overduyn door J. C. d' Arnaud Gerkens.

Spoedig na zijn promotie werd Overduyn door de staatsraad aan Antoine Lipkens als adjunct-adviseur voor werktuigkunst en scheikunde bij het Departement van Binnenlandse Zaken toegevoegd. Later dat jaar, op 29 oktober 1842, werd hij als een de drie eerste docenten benoemd tot leraar aan de toen opgerichte Koninklijke Akademie tot vorming van burgerlijke ingenieurs. De andere twee waren Rehuel Lobatto en Taco Roorda. Eind 1842 werden nog drie docenten benoemd, en op 4 januari 1843 opende de Akademy met 45 leerlingen.
Overduyn kreeg de taak les te geven in de beschrijvende meetkunde en in de natuurkunde. Na de komst van H. Strootman, op 20 augustus 1844 benoemd tot lector in de wiskunde, en na de benoeming van R.W. van Goens op 16 september 1854 werd hij geheel met het onderwijs in de natuurkunde belast. Een volledig overzicht van de cursus door Overduyn gegeven in de beschrijvende meetkunde in de periode 1842-1846 is gebundeld en gepresenteerd aan Willem II der Nederlanden. Deze verzameling is later opgenomen in de collectie van de bibliotheek van de Polytechnische School te Delft.
In 1856 werd Overduyn bevorderd tot hoogleraar aan de Akademie, en in hetzelfde jaar ook bevorderd tot raadadviseur bij het Department van Binnenlandse zaken.
Na het vertrek van Gerrit Simons in 1856, kwam het bestuur van de Academie in handen van de Raad van Bestuur met Rehuel Lobatto als voorzitter en Overduyn als secretaris. Door interne en externe strubbelingen werd deze toestand echter onhoudbaar. In 1859 werd de Indische oud-genie-officier J.A. Keurenaer als directeur aangesteld, die de problemen niet oploste, maar het definitieve einde van de Akademie bewerkstelligde.
Bij de overgang van de Koninklijke Akademie in de Polytechnische school, in 1864, werd Overduyn niet herbenoemd. Hij wijdde zich tot aan zijn dood alleen aan zijn betrekking van raadadviseur. Als adviseur voor scheikunde en werktuigkunde was zijn belangrijkste taak uit het beoordelen van ingediende octrooien, maar hij bracht ook adviezen uit over lopende zaken.
Overduyn was in 1847 onderscheiden als Ridder in de Orde van de Nederlandse Leeuw. Hij werd in 1857 gekozen tot curator van het gymnasium van Delft. Tot in 1860 was Overduyn ook bestuurslid bij het Koninklijk Instituut van Ingenieurs. Overduyn gaf hier ook lezingen.

### Personalia
Overduyn was getrouwd met Jeanne Charlotte List (1827-1887), en ze kregen een dochter Jeanne Charlotte Overduyn (*1860) en een zoon Willem Lodewijk Overduijn (1862-1930), later luitenant-generaal bij de infanterie van de Nederlandse krijgsmacht.

## Werk

### Specimen Chemico-Physicum inaugurale de frigore artificiali, 1842

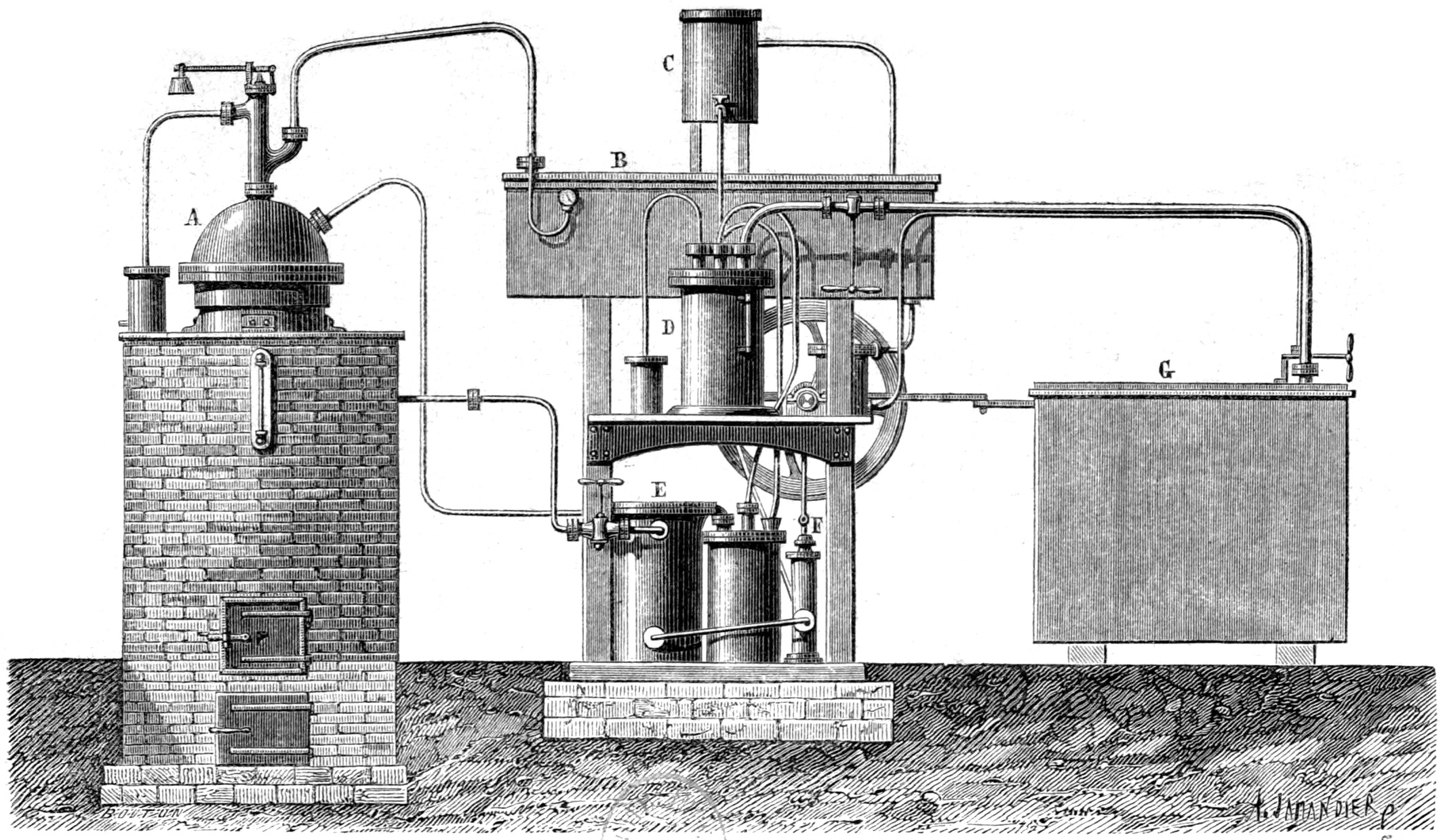
Carré's ijsmakende machine.

Met zijn proefschrift Specimen Chemico-Physicum inaugurale de frigore artificiali uit 1842 schreef Overduyn een van de eerste dissertaties over koeltechniek. In de eerste helft van de 19e eeuw hadden technici in vele landen de eerste koelmachines ontwikkeld.
De eerste koelapparaten waren gebaseerd op uiteenlopende principes van expansie van gassen, en verdamping van vloeistoffen, tot absorbie. In zijn proefschrift gaf Overduyn een overzicht van de verschillende methoden om lage temperaturen te bereiken, en een beschrijving van de gebruikte proefopstellingen.
Een van de beschreven bijzondere apparaten was de absorptiekoudemachine van Gerald Nairne (1726-1806), rond 1777 ontwikkeld.

### Natuurkunde onderwijs aan de Koninklijke Akademie
Bij de opzet van het natuurkunde onderwijs aan de Akademie, was Overduyn geconfronteerd met het probleem dat de middelbare school in die tijd nog nauwelijks natuurkunde-onderwijs bood. Voor een goed begrip was het nodig, dat studenten inzicht hadden in de eerste beginselen. Voor de cursus natuurkunde aan de Akademie was het echter ondoenlijk tot dat niveau af te dalen, waarmee de cursus voor vele onbevredigend bleef.
Aan de Akademie werd de natuurkunde behandeld als een hulpwetenschap voor de ingenieur. Voor hen die zich verder wilde verdiepen in natuurkunde bestond, na gedeeltelijke of volledige afronding van de Akademie, de mogelijkheid verder te studeren aan de Universiteit van Utrecht of de Universiteit van Leiden.
In het begin beschikte Overduyn over gebrekkige hulpmiddelen voor de les, maar daar wist hij verandering in te brengen. Een oud-student stelt 30 jaar later, op een KIvI vergadering in 1890, dat "vele van de tegenwoordige [KIvI] leden zich nog de talrijke toestellen zullen herinneren, die gebruikt werden [door Overduyn] om langs experimentele weg de wetten der hydraulica toe te lichten." Dat vele zich dit konden herinneren was niet zo verwonderlijk: Het KIvI lidmaatschap was toentertijd beperkt tot afgestudeerden van de Koninklijke Akademie, en de latere Polytechnische School, en de eersten hadden allen les gehad van Overduyn.

### Regulering van vervuiling van oppervlaktewater

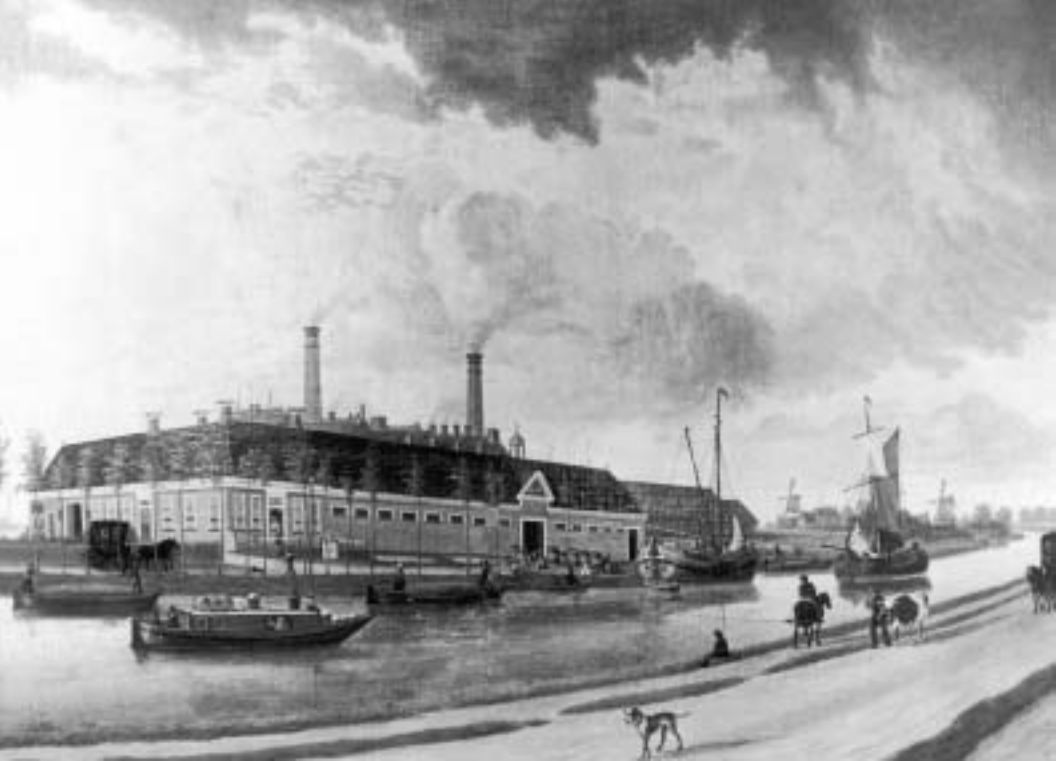
Aardappelmeel - en stroopfabriek Eureka van W.A. Scholten in Foxhol, 1868.

Een van de spraakmakende zaken, waarin Overduyn als raadsadviseur betrokken was, was de vervuiling van oppervlaktewater veroorzaakt door de aardappelmeel- en suikerbietenindustrie eind jaren 1850. De provincies van Noord-Brabant en Groningen kampten in die tijd met de uitstoot van kwalijke dampen, en met verontreinigd oppervlaktewater, die bij de productie van aardappelmeel en suikerbieten ontstonden.
De provinciale en nationale regering gaf Overduyn en de Groningse arts Levy Ali Cohen opdracht deze zaak te onderzoeken. Hun advies leidde tot twee landelijke wetten, uitgevaardigd op 24 december 1859 en 14 mei 1860, om deze industriepraktijk te reguleren. Deze twee wetten schreven enerzijds voor, dat fabrieken de juiste condities diende te realiseren om luchtvervuiling tegen te gaan. Anderzijds diende de fabrieken afvalproducten niet zonder meer met het afvalwater te lozen, maar waar mogelijk op te werken tot kunstmest. Deze wetgeving was volgens Homburg (2013) vrijwel zeker de eerste nationale wetgeving in Nederland in verband met oppervlaktewatervervuiling.

## Publicaties
- Specimen Chemico-Physicum inaugurale de frigore artificiali, 1842.
- Brief van W.L. Overduyn, docent, geschreven aan Pelgrom Leonard Henri Stennekes, 1847.
- Brief van Willem Lodewijk Overduyn aan Hijman Binger (1824-1890), 1852.
- Brief van W.L. Overduyn aan De Algemeene Konst- en Letterbode 's-Gravenhage gericht aan Jan Tideman (1821-1901).